# Minimarcelino
Minimarcelino, escrit sovint Mini Marcelino, fou una marca valenciana de minimotos, produïdes entre 1969 i 1973 per l'empresa Dismave SL de Sagunt, Camp de Morvedre. Les Minimarcelino es caracteritzaven per les seves petites rodes i motors Ducati de poc menys de 48 cc, els quals els fabricava per a Dismave la filial de Ducati a Barcelona, Mototrans.

## Història
El 1967 es presentà al Saló EICMA de Milà la Mini Marcellino, una minimoto italiana plegable amb frens de disc i rodes petites (de 4 x 8") equipada amb motor Franco Morini de 47,6 cc. Aquells primers models els va comercialitzar a Itàlia entre els anys 1967 i 1969 el fabricant de Ravenna Dinamica Meccanica Tassinari (DMT). Més tard, la valenciana Dismave n'adquirí els drets de producció i n'encarregà la fabricació a Mototrans (per aquesta raó, les Minimarcelino valencianes muntaven motors Ducati en comptes dels Franco Morini originals). D'aquelles motos se'n varen fer dues versions, Normal i Super (amb quadre elàstic), totes dues amb motors de dos temps i refrigeració forçada per turbina. Es podia triar entre canvi automàtic o de tres velocitats.
Ernesto Palmieri Pirazzoli, pilot i mecànic de Ducati nascut a Bolonya, va ser el "pare" del projecte a Espanya; com a coneixedor de la marca Ducati i les seves prestacions fiables, va impulsar l'elecció dels motors Ducati per al seu primer llançament al país. Ernesto s'associà amb dos inversors més, un aportà el capital i el segon, Dismave, el taller.

## Models i característiques

### Primera sèrie
El primer model de Minimarcelino es va fabricar a Sagunt entre els anys 1969 i 1970 amb la denominació inicial de «Mini Marcellino» i tenia les següents característiques tècniques:
- Bastidor rígid sense suspensió posterior
- Suspensió anterior invertida
- Rodes de quatre polzades
- Frens de disc a les dues rodes
- Motor monocilíndric dos temps de 47,63 cc i 1,8 CV de potència a 5.800 rpm, carburador Dell'Orto SHA 12-14
- Tub d'escapament sota el motor
- Arrencada a través de 3/4 de volta de pedal
- Far rectangular
- Caixa d'eines sota el selló
- Pes: 28 kg[3]

### Segona sèrie

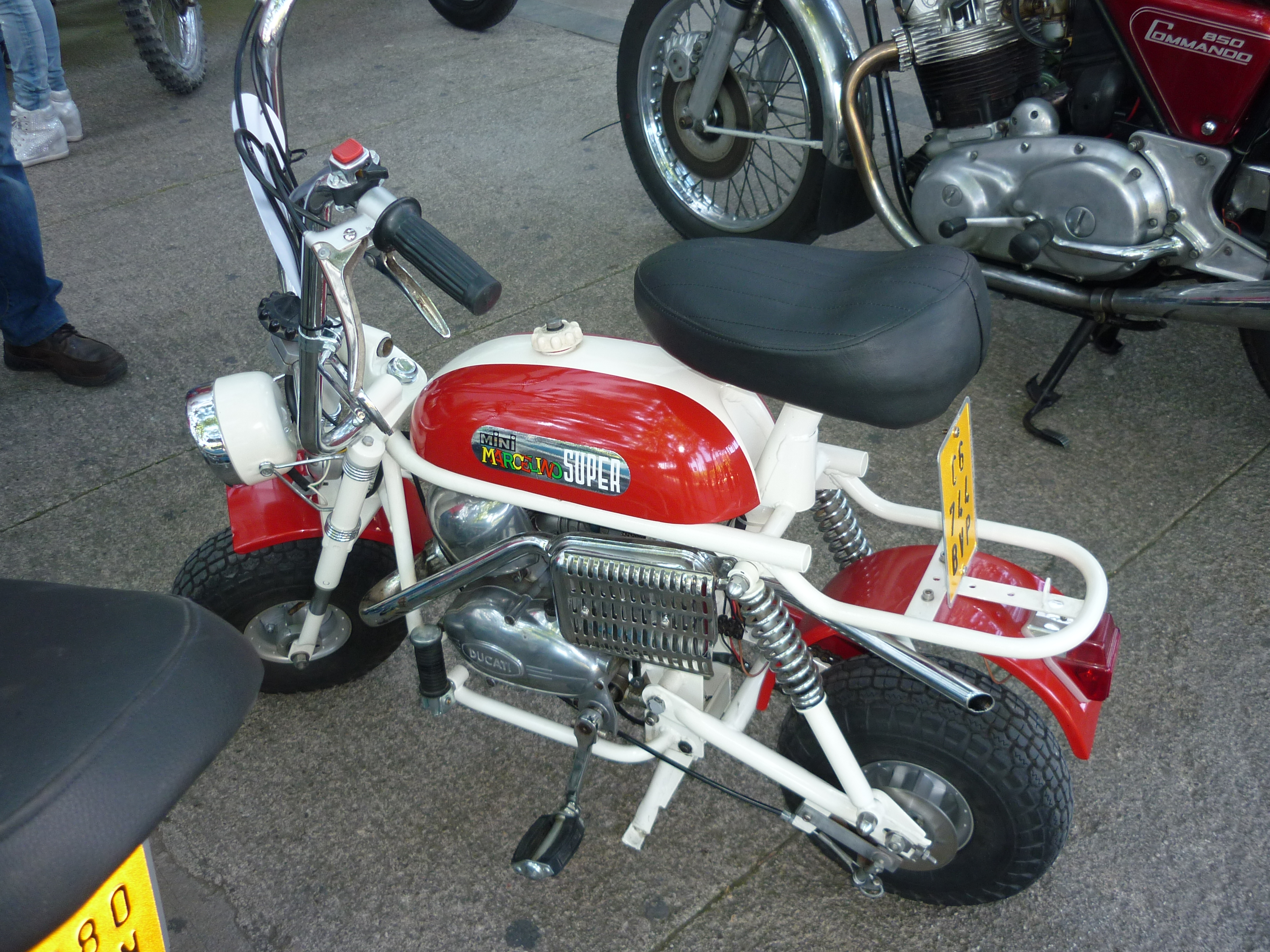
Una Minimarcelino Super

La segona sèrie es va presentar al Saló de l'Automòbil de Barcelona del 1971 i es va fabricar entre el 1971-1972; es va denominar Mini Marcelino Súper i les seves modificacions més significatives van ser:
- Incorporació de suspensió posterior amb amortiment
- Bastidor més robust
- El selló es retalla i s'arrodoneix
- El dipòsit perd les línies de relleu, passa a ser llis i augmenta una mica de mida
- Motor potenciat (2,2 CV) gràcies a un nou carburador Dell'Orto SHA 14-14
- Tub d'escapament al lateral esquerre, cobert per graella per evitar cremades
- Canvi automàtic o, a petició, de 3 velocitats
- Far rodó més lluminós
- Caixa d'eines al lateral dret del bastidor
- Pes augmentat a 30 kg[3]